# 福井市進明中学校
福井市進明中学校（ふくいし しんめいちゅうがっこう）は、福井県福井市松本にある公立中学校。

## 特色
福井市明倫中学校（旧第一中学校）、福井市光陽中学校（旧第二中学校）、福井市明道中学校（旧第三中学校）、福井市立進明中学校（旧第四中学校）、福井市成和中学校（旧第五中学校）は、同時期（1947年）に創立された。これら5つの中学校は福井市内で最も歴史ある中学校であり、これらを総称して福井五中という。

## 校歌
- 進明中学校作詞／石桁真礼生作曲

## カラー
- 福井市進明中学校の色（カラー）は緑である。上記の福井五中の色（カラー）に合わせて五輪の色になる。

## 部活動
- 男子バスケットボール部
- 女子バスケットボール部
- 男子バドミントン部
- 女子バドミントン部
- 男子卓球部
- 軟式野球部
- 女子ソフトボール部
- 女子ソフトテニス部
- 水泳部
- 吹奏楽部
- 美術部
- 茶華道部
- 陸上部
- 相撲部（大会前のみ）

## 学校周辺
- 福井市松本小学校
- 福井市宝永小学校
- 福井市啓蒙小学校
- 福井市日之出小学校
- 福井県福井合同庁舎
- 福井口駅

## 生徒会活動
- 学校新聞「The 進聞」（平成23年前期生徒会執行部）
- 執行部放送「執行部におまかせっ!」（平成23年前期生徒会執行部）

## 著名な卒業生
- 亜希（モデル）
- 阿部真由美（フリーアナウンサー）
- 笠松泰洋（作曲家）
- 川縁清志（歌手、アコースティックギター、歌う応援隊ヒトミリリィのメンバー）
- 小松長生（音楽家、指揮者）
- 西行茂（政治家、福井市長）
- 白崎博公（工学者、玉川大学名誉教授）
- 瀬戸弘司（YouTuber）
- 辻一憲（政治家、福井県議会議員）
- 宮下奈都（小説家）
- 森川正明（バスケットボール選手）
- 森隆志（国土交通技官）[2]
- 松田邦紀（ウクライナ日本国大使館）